# Доллар Цзяо-Чжоу
Доллар Цзяо-Чжоу (доллар Циндао) (нем. Dollar, кит. 圓) — денежные знаки, выпускавшиеся в 1907—1914 годах в германской колонии Цзяо-Чжоу в Китае.

## История
В 1897 году территория Цзяо-Чжоу по концессии была передана Германской империи. В денежном обращении территории после передачи её Германии значительных изменений не произошло. В обращении продолжали использоваться китайский лян (таэль), серебряное мексиканское песо и равные ему китайский юань, доллар США и другие серебряные монеты, а также китайские бронзовые цяни.
В 1907 году отделением Германо-Азиатского банка в Циндао выпущены банкноты в 1, 5, 10, 25 и 50 долларов.
В 1909 году выпущены медно-никелевые монеты в 5 и 10 центов. Монеты чеканились в Берлине, без обозначения монетного двора.
В 1914 году произведён второй выпуск банкнот Германо-Азиатского банка номиналами в 5, 10, 200 и 500 долларов. В том же году были выпущены банкноты в таэлях — 50, 100, 500 таэлей.